# Siphonogorgia pauciflora
Siphonogorgia pauciflora is een zachte koraalsoort uit de familie Nidaliidae. De koraalsoort komt uit het geslacht Siphonogorgia. Siphonogorgia pauciflora werd in 1928 voor het eerst wetenschappelijk beschreven door Chalmers. 